# Allan Smith
Allan Smith (ur. 6 listopada 1992) – brytyjski lekkoatleta specjalizujący się w skoku wzwyż.
Brązowy medalista młodzieżowych mistrzostw Europy z Tampere (2013). Ósmy zawodnik halowych mistrzostw Europy (2017).
Wielokrotny uczestnik klubowego pucharu Europy.
Rekordy życiowe: stadion – 2,27 (11 kwietnia 2018, Gold Coast); hala – 2,29 (15 lutego 2015, Sheffield).

## Osiągnięcia
| Rok  | Impreza                        | Miejsce    | Lokata            | Wynik |
| ---- | ------------------------------ | ---------- | ----------------- | ----- |
| 2013 | Młodzieżowe mistrzostwa Europy | Tampere    | 3. miejsce        | 2,26  |
| 2017 | Halowe mistrzostwa Europy      | Belgrad    | 8. miejsce        | 2,18  |
| 2017 | Uniwersjada                    | Tajpej     | 4. miejsce        | 2,23  |
| 2018 | Igrzyska Wspólnoty Narodów     | Gold Coast | 5. miejsce        | 2,27  |
| 2018 | Mistrzostwa Europy             | Berlin     | el. – 15. miejsce | 2,21  |